# Michael Jackson Live at Wembley July 16, 1988
Michael Jackson Live at Wembley July 16, 1988 è sia un DVD che un CD del concerto di Michael Jackson svoltosi il 16 luglio 1988 al Wembley Stadium di Londra durante il Bad World Tour, davanti a 72.000 spettatori e ad alcuni membri della famiglia reale del Regno Unito, tra i quali il Principe Carlo e la Principessa Diana, pubblicato postumo il 18 settembre 2012. Si tratta del secondo concerto di Jackson ad essere pubblicato in DVD dopo Live in Bucharest: The Dangerous Tour ed il primo in CD. Sia il DVD che il CD furono inclusi nell'edizione deluxe dell'album Bad 25, mentre solo il DVD è stato stampato anche in versione singola.
Come tracce bonus sono presenti The Way You Make Me Feel, eseguita allo stesso stadio il giorno prima (il 16 fu saltata a causa dei reali, arrivati in ritardo), I Just Can't Stop Loving You e Bad, entrambe da una data allo Yokohama Stadium, uniche due canzoni pubblicate ufficialmente da questo concerto.

## Il concerto
Il concerto si è svolto come una normale tappa del Bad World Tour tranne che per un paio di ringraziamenti da parte di Jackson ai Reali inglesi presenti tra i VIP. Inizialmente l'artista aveva pensato di rimuovere la canzone Dirty Diana dalla scaletta per paura di offendere l'allora principessa Diana, ma su richiesta di quest'ultima, che fece sapere a Jackson che tale canzone era la sua preferita, venne poi reinserita nello show.
Il direttore musicale Greg Phillinganes gestisce un gruppo dinamico, alle spalle di Jackson proprio dietro il palco, tra i quali la chitarrista Jennifer Batten, mentre Jackson è affiancato, in molti dei numeri coreografici, da un gruppo di ballerini e da quattro coristi tra cui spicca un'emergente Sheryl Crow.
L'approccio minimalista permette al talento di Jackson, come cantante, ballerino e performer, di esprimersi al meglio. Jackson canta dal vivo per la maggior parte dello show, tranne le canzoni Smooth Criminal, Bad e Man in the Mirror, e improvvisa in alcune parti.
A conclusione di I'll Be There, come in tutti i concerti del tour, l'artista canta a cappella tenendo il ritmo col tacco dei suoi mocassini per poi lanciarsi in una energica performance di Rock with You.

## Controversie sulla qualità video
Il filmato è tratto da una videocassetta personale dell'artista e di conseguenza la qualità video non è ottima, ma la traccia audio è stata registrata a parte in multitraccia all'epoca ed è di qualità migliore. Come spiegato dai gestori del patrimonio di Jackson in un comunicato stampa, ogni concerto di Jackson veniva ripreso da diverse angolazioni ed il montaggio fatto dal vivo dal regista per gli schermi giganti, detti Jumbotron, veniva salvato su una U-matic (videocassetta professionale di alta qualità) in caso si sarebbe deciso di pubblicare in via ufficiale uno dei concerti. Alla fine di ogni concerto il filmato sulla U-matic veniva riversato su VHS su richiesta dell'artista in modo che Jackson, essendo un perfezionista, potesse guardarsela in Hotel in un normale videoregistratore per controllare eventuali errori nelle performance e nelle esecuzioni musicali. A causa di una cattiva gestione degli archivi però la U-matic contenente le immagini del concerto di Wembley del 16 luglio 1988 è andata persa. Essendo però tale concerto l'unico del Bad World Tour di cui avessero registrato l'audio in multitraccia all'epoca, l'Estate del cantante si è trovata a dover scegliere tra aspettare anni per rintracciare la U-matic con le immagini in alta qualità o utilizzare la copia personale in VHS di Jackson. Infine si è scelta quest'ultima opzione generando però qualche critica tra i fan dell'artista e tra i critici musicali che non ritennero che tale qualità rendesse giustizia ad un prodotto ufficiale di un artista così famoso.

## Tracce
1. Introduzione – 1:47 – 
(con immagini dell'incontro tra Michael Jackson e la principessa Diana e il principe Carlo)
2. Wanna Be Startin' Somethin' – 6:32 (Michael Jackson)
3. This Place Hotel (a.k.a. Heartbreak Hotel) – 4:43 (Michael Jackson) – 
brano dei Jacksons dall'album Triumph
4. Another Part of Me – 4:24 (Michael Jackson)
5. I Just Can't Stop Loving You (feat. Sheryl Crow) – 4:55 (Michael Jackson)
6. She's Out of My Life – 3:53 (Tom Bahler)
7. The Jackson 5 Medley – 7:17 (The Corporation) – brano dei Jackson 5
8. Rock with You – 4:23 (Rod Temperton)
9. Human Nature – 5:12 (John Bettis, Steve Porcaro)
10. Smooth Criminal – 6:24 (Michael Jackson)
11. Dirty Diana – 6:24 (Michael Jackson)
12. Thriller – 5:28 (Rod Temperton)
13. Bad Groove (The Band Jam Section) – 13:53
14. Workin' Day and Night – 7:59 (Michael Jackson)
15. Beat It – 6:45 (Michael Jackson)
16. Billie Jean – 8:36 (Michael Jackson)
17. Bad – 10:06 (Michael Jackson)
18. Man in the Mirror – 9:26 (Glen Ballard, Siedah Garrett)

Tracce Bonus
1. The Way You Make Me Feel (live al Wembley Stadium, 15 luglio 1988) – 5:22 (Michael Jackson)
2. I Just Can't Stop Loving You (Feat. Sheryl Crow) / Bad (live al Yokohama Stadium, 26 settembre 1987) – 11:23 (Michael Jackson / Michael Jackson)

## Staff

### Ballerini
- LaVelle Smith Jr
- Evaldo Garcia
- Randy Allaire
- Dominic Lucero

### Band
- Greg Phillinganes: tastiere, sintetizzatori, direttore musicale
- Rory Kaplan: tastiere, sintetizzatori
- Christopher Currell: Synclavier, guitar synth, effetti sonori
- Ricky Lawson: batteria, percussioni
- Jennifer Batten: chitarra elettrica
- Jon Clark: chitarre
- Don Boyette: basso

### Coristi
- Kevin Dorsey: direttore vocale, cori
- Sheryl Crow: cori, seconda voce in I Just Can't Stop Loving You
- Darryl Phinnessee: cori
- Dorian Holley: cori